# Tschum

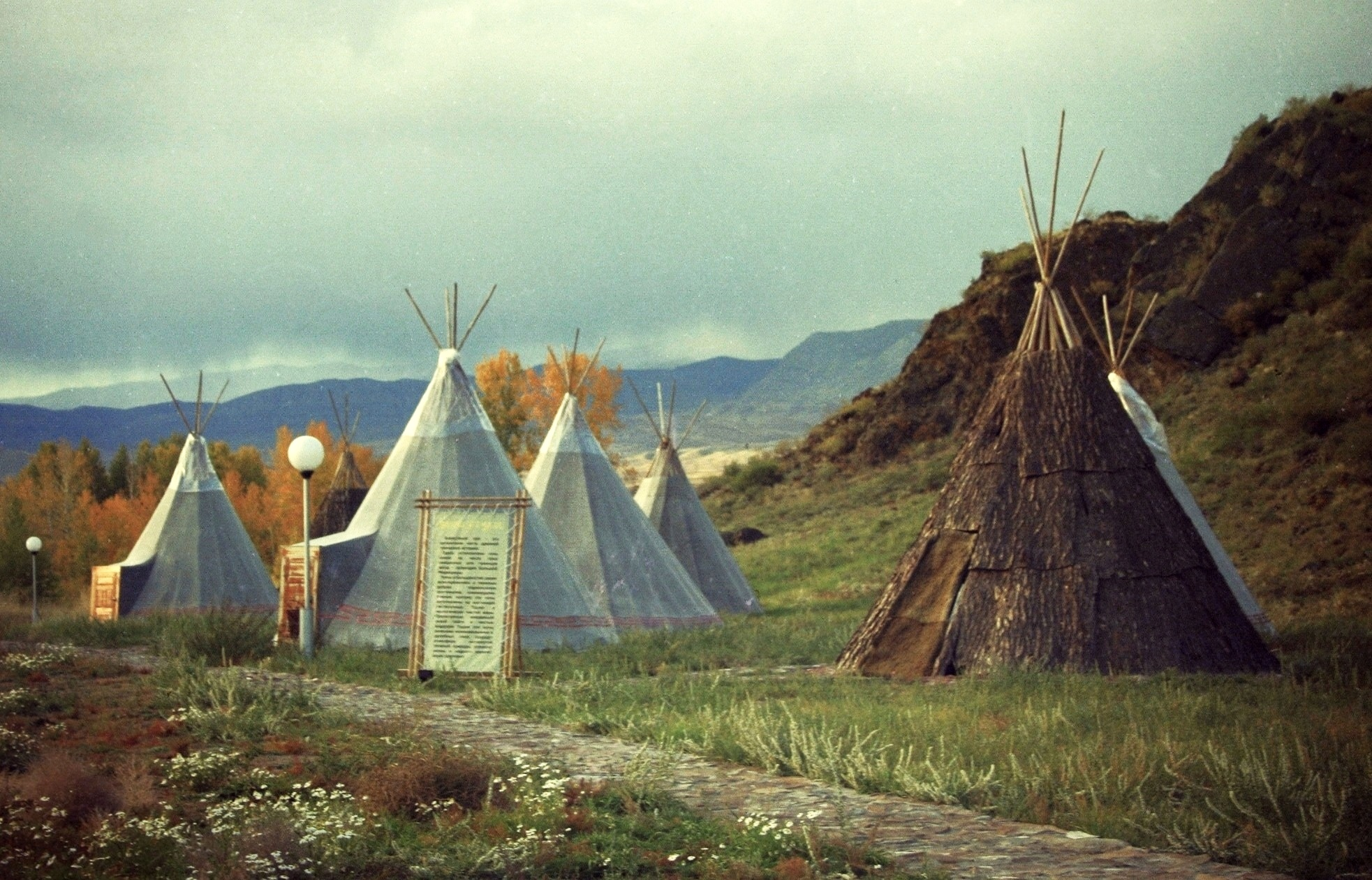
Tschums in Aldyn-Bulak, Republik Tuwa, Russland

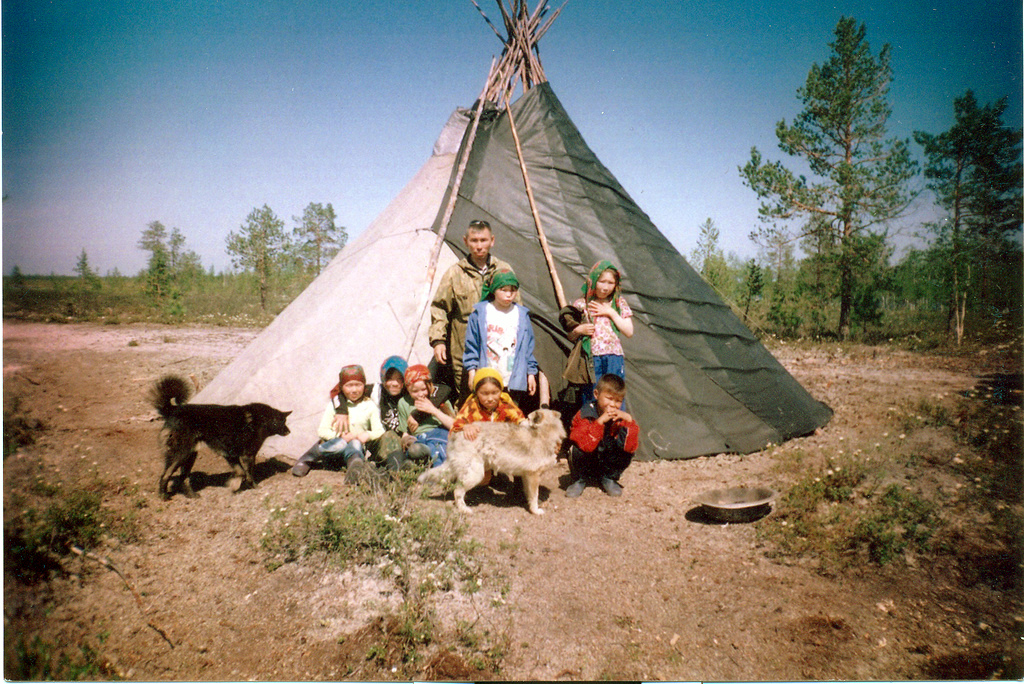
Chanten vor einem Tschum

Der Tschum, auch Spitzjurte, ist eine traditionelle Wohnbehausung der Chanten, Mansen und Nenzen im Westsibirischen Tiefland und anderer Völker Sibiriens. Er besteht aus einem Gerüst aus Holz – meist sibirische Zirbelkiefer oder Birke – und wird mit Fellen oder Stoffen, ursprünglich auch mit Birkenrinde abgedeckt. Somit ist dieses konische Stangenzelt dem Tipi aus Nordamerika oder dem Lávvu der nordeuropäischen Samen ähnlich. 
Da die Chanten ursprünglich als Nomaden lebten, errichteten sie an unterschiedlichen Sommer- und Winterlagerplätzen Tschum-Gerüste, die am Ort stehen blieben, während die Felle auf den Wanderzügen mitgenommen wurden.